# 新澤西州第二國會選區
新澤西州第二國會選區是新泽西州的國會選區之一。 當前眾議員為共和黨籍的傑夫·范·德魯，2019年1月3日上任。